# Stan Ockers
Constant ("Stan") Ockers (3. februar 1920, Borgerhout – 1. oktober 1956, Antwerpen) var en belgisk professionel cykelrytter.
Han blev nummer to i Tour de France i 1950 og 1952, og den bedste sprinter i løbet i 1955 og 1956. I 1955 vandt han klassikerne La Flèche Wallonne og Liège-Bastogne-Liège. Han vandt også VM i landevejscykling det år.
Stan Ockers døde efter et styrt i et løb i Antwerp i 1956. Et år efter blev et monument opført i La Roche-en-Ardenne i det sydlige Belgien.
Stan Ockers var idol for selveste Eddy Merckx.